# موسیقی زنان

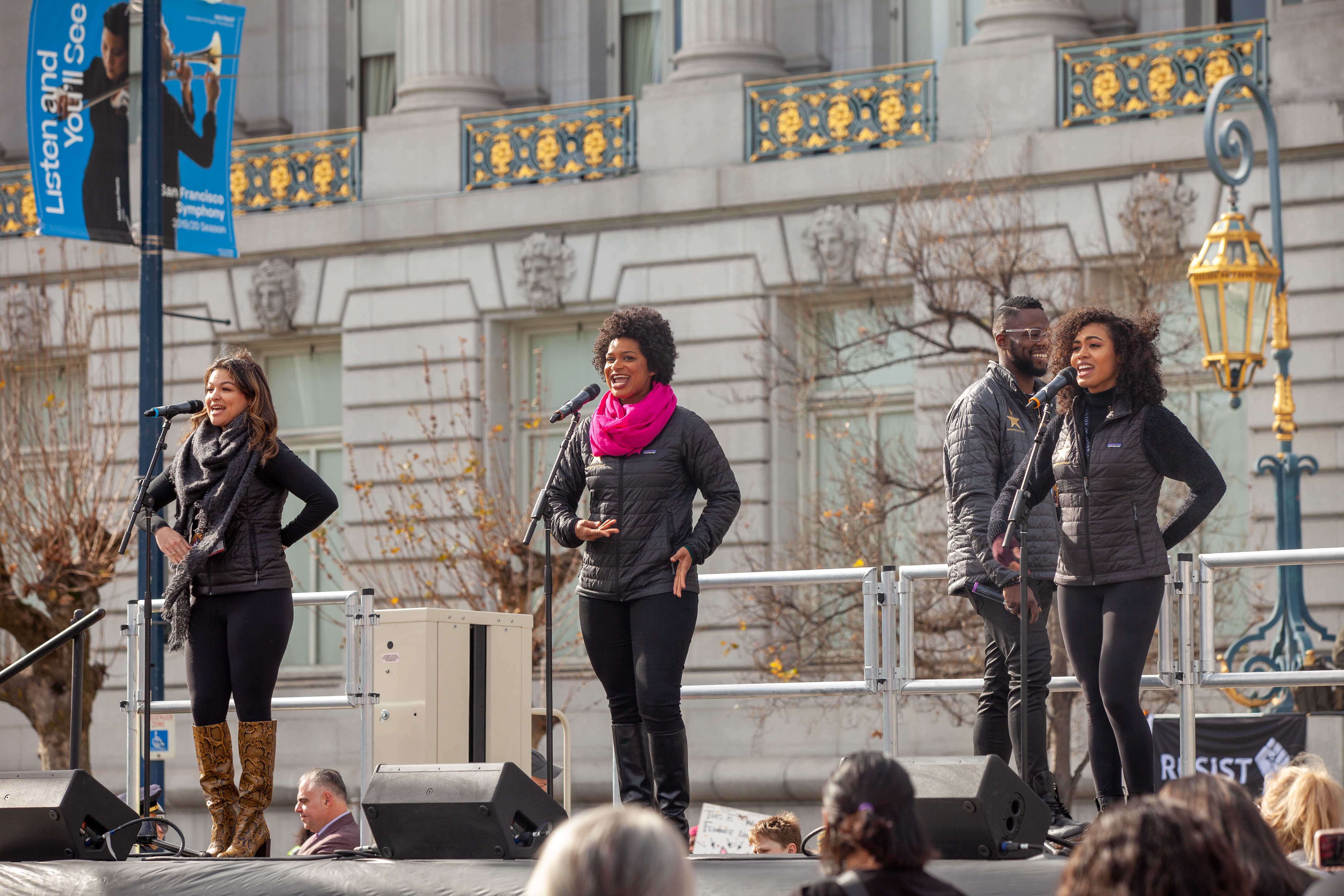
اجرای اعضای گروه «همیلتون» «خواهران شویلر» را در راهپیمایی زنان سانفرانسیسکو 2020

موسیقی زنان گونه‌ای از موسیقی است که بر پایه ایده‌های جداگرایی فمینیستی و جداگرایی لزبین‌ها شکل گرفته و با هدف برانگیختن آگاهی فمینیسم در چارچوب موسیقی پاپ غربی، به ترویج موسیقی «زنان برای زنان» می‌پردازد. در واقع بن‌مایه تئوریک این گونه موسیقیایی، بر پایه اندیشه‌های رادیکالی شکل گرفته که معتقدند باید زنان و لزبین‌ها کاملاً جدا از اجتماع مردان و حتی زنان دگرجنس‌گرا به فعالیت بپردازند و پایگاه اجتماعی و هنری خود را تقویت کنند.
این سبک در ابتدا بر مفاهیم فمینیستی‌ای متمرکز بود که نابرابری‌های اجتماعی و خانوادگی علیه زنان را آشکار می‌کرد. مسائلی که اغلب از سوی مردان نادیده گرفته می‌شد. اشعار استفاده شده در این سبک موسیقی، بر قدرت فردی زنان و همبستگی زنانه تأکید داشت. با گذشت زمان، این ژانر به موسیقی لزبین‌ها به عنوان شاخه‌‌ای از فمینیسم تبدیل شد. این سبک به‌عنوان بیان موسیقایی موج دوم جنبش فمینیستی شناخته شد و شامل فعالیت‌های مرتبط با حقوق کارگری زنان، جنبش‌های مدنی، و صلح‌طلبی نیز بود.
پایه‌گذاران این جنبش هنرمندان لزبینی مانند کریس ویلیامسون، مگ کریستین، و مارجی آدام و همچنین موزیسین‌های آفریقایی-آمریکایی تباری مانند لیندا تیلری، مری واتکینز، و گوئن ایوری، و فعالانی مانند برنیس جانسون ریگا و گروهش بودند. موسیقی زنان نه تنها با اجراکنندگان زن، بلکه با تمامی زنان شاغل در صنعت موسیقی—از نوازندگان استودیویی و تهیه‌کنندگان گرفته تا مهندسان صدا، تکنسین‌ها، طراحان جلد آلبوم، توزیع‌کنندگان و برگزارکنندگان فستیوال‌ها—ارتباط دارد. 

## تاریخچه

### ریشه‌ها
در اوایل دهه ۱۹۷۰، همزمان با شکل‌گیری فمینیسم موج دوم، فمینیست‌ها برای حقوق لزبین‌ها مبارزه نمی‌کردند. اگرچه شورش‌های استونوال در ۱۹۶۹ به زادگاه جنبش آزادی همجنسگرایان تبدیل شد، اما فمینیست‌های سیاسی هراس داشتند که حمایت از لزبین‌ها موجب  لکه دار شدن تلاش‌های گذشته آن‌ها شود و به همین دلیل گاه نسبت به لزبین‌ها خصومت نشان می‌دادند. شکاف بیشتر بین زنان دگرجنسگرا و لزبین با رد لزبین‌ها توسط سازمان ملی زنان (NOW) تشدید شد. بتی فریدان، عضو NOW، لزبین‌ها را «تهدید بنفش» خواند. این طرد شدن باعث پیوستن بسیاری از زنان به جمعیت‌های لزبین-فمینیست و در مواردی به گروه‌های حامی جداسازی اجتماع زنان لزبین از مردان و حتی زنان دگرجنس‌گرا منجر شد.
گروه‌های موسیقی زنان هم مانند ددلی نایتشید و گروه‌های رهایی بخش زنان شیکاگو و نیوهیون، در ابتدا دیدگاه‌های فمینیستی مرسوم را بازتاب می‌دادند و مواضع لزبین‌ها را برجسته نمی‌کردند.

### خاستگاه موسیقی زنان
در ۱۹۶۳، لسلی گور خواننده-ترانه‌سرای آمریکایی، آهنگی با عنوان «You Don't Own Me»(تو مالک من نیستی) ضبط کرد که در آن خطاب به معشوقش می‌گوید: «مالک من نیستی، نباید به من بگویی چه بگویم یا انجام دهم، و نباید مرا به نمایش بگذاری». متن این ترانه الهام بخش زنان جوان شد و گاه به‌عنوان عاملی در شکل گیری فمینیسم موج دوم شناخته می‌شود.

## توسعه موسیقی زنان
در اواخر دهه ۱۹۶۰ و اوایل ۱۹۷۰ در ایالات متحده، منتقدان و موزیسین‌ها دریافتند که «تصاویر مثبت از زنان در موسیقی پاپ» اندک است و «فرصتهای محدودی برای هنرمندان زن» وجود دارد. آن‌ها زنان را به دلیل جنسیتشان در موقعیت نامناسبی می‌دیدند. در آن زمان، کمپانی‌های بزرگ ضبط موسیقی تنها با چند گروه زنانه قرارداد بسته بودند. در واکنش به این وضعیت، برخی فمینیست‌ها ایجاد فضای جداگانه برای خلق موسیقی توسط زنان را ضروری دانستند. جداگرایی لزبین و فمینیستی به‌عنوان «راهبردی برای تمرکز انرژی زنان و تقویت رشد موسیقی زنان» مورد استفاده قرار گرفت
این سبک که ابتدا با عنوان «موسیقی لزبین» شناخته می‌شد، ریشه در فعالیت‌های موسیقایی دهه ۱۹۶۰ دارد و توسط هنرمندان در دهه ۱۹۷۰ تکامل یافت تا جنبشی موسیقایی با محوریت لزبین‌ها شکل گیرد
از دل جنبش جدایی‌طلبانه، اولین نمونه‌های توزیع شده موسیقی ویژه لزبین‌ها و فمینیست‌ها پدید آمد. در ۱۹۷۲، مکسین فلدمن—که از ۱۹۶۴ به صورت آشکارا لزبین بود—اولین اثر صریحاً لزبین را با عنوان «Angry Atthis»(آتتیس خشمگین؛ اشاره به معشوقه سافو، شاعر یونان باستان) ضبط کرد. فلدمن این ترانه را از ۱۹۶۹ اجرا می‌کرد و متن آن بازتابدهنده احساسات و تجربیات شخصی او به‌عنوان یک لزبین بود. در همان سال، گروه‌های فمینیستی تماماً زن شیكاگو وومنز لیبریشن راک بند و نیوهیون وومنز لیبریشن راک بند آلبوم Mountain Moving Day را منتشر کردند. در ۱۹۷۳، الیکس دابکین، نوازنده فلوت کی گاردنر،  نوازنده بیس و پچز اتم گروه لاوندر جین را تشکیل دادند و آلبوم Lavender Jane Love Women (لاوندر جین عاشق زنان است) را به‌عنوان اولین آلبومی که تولیدکنندگان آن لزبین بودند و تمامی قطعات آن برای بازتاب لزبین‌ها ساخته شده بود؛ ضبط کردند. این آثار اولیه از طریق فروش پستی و کتابفروشی‌های فمینیستی لزبین مانند لامبدا رایزینگ در واشنگتن توزیع میشدند. در می ۱۹۷۴، زنانی كه بعدها اولین گروه راک زنان اروپا را تشکیل دادند، در فستیوال موسیقی زنان برلین اجرا کردند. آنها گروه فلایینگ لزبینز را تأسیس کردند و در ۱۹۷۵ آلبوم خود را منتشر کردند.

## تاثیرات اجتماعی و سیاسی
در دوره‌‌های بعدی موسیقی زنان، تمرکز بر جداگرایی لزبین‌ها افزایش یافت. اکثر فستیوال‌های موسیقی زنان با سرمایه‌های خصوصی و قراردادهای کوتاه مدت، فضایی بدون حضور مردان را ایجاد می‌کردند. برخی فستیوال‌ها مردان بالای سن خاصی را حذف می‌کردند و برخی دیگر به طور کلی ورود آن‌ها را ممنوع می‌دانستند. بحث برانگیزترین رویدادها مربوط به فستیوال موسیقی زنان میشیگان میشد. ایده‌های رادیکال موزیسین‌ها به موسیقی و اجراهای آن‌ها راه یافت و گاه منجر به تبعیض علیه سایر گروه‌ها شد.

## اهداف و تاثیرات موسیقی زنان
در موسیقی کلاسیک اروپایی، کدهای نشانه‌شناختی خاصی برای بیان زنانگی به کار می‌رود که با تغییر مفهوم زنانگی—از تصویر زن زیبا از نگاه مردانه به زنی قدرتمند با جذابیت درونی—تکامل یافته‌اند.
موسیقیدانان فمینیست تلاش کردند تصویری مثبت، پویا، و جسورانه از زنان ارائه دهند که نه تنها شکاف‌های جنسیتی را نقد می‌کرد، بلکه اهداف جنبش فمینیسم در زمینه عدالت اجتماعی و حقوق مربوط به سقط جنین و کنترل بارداری را نشان می‌داد.  برخی زنان  با  به کارگیری «سبک پوشش و مدل موی مردانه» سعی در کمرنگ کردن تفاوت‌های جنسیتی داشتند. ترانه‌ها نیز اهداف فمینیستی را بازتاب می‌دادند؛ مثلاً هلن ردی در ترانه «I Am Woman» می‌خواند: «من زنم، غرش مرا بشنو... و دیگر کسی مرا سرجایم نخواهد نشاند.»
لزبین‌ها از طریق موسیقی به بیان خود پرداختند. اِتل اسمیت، آهنگساز، تجربیات لزبینی خود را در آثارش رمزگذاری می‌کرد. آن‌ها معتقد بودند جنسیت آهنگسازان، ترانه‌سرایان و هنرمندان به صورت ناخودآگاه در نحوه استفاده از تکنیک‌های ساخت موسیقی تاثیر می‌گذارد. بنابراین زمانی که لزبین‌ها با گروه هنرمندان لزبین به ساخت اثر می‌پردازند، شکلی از ناخودآگاه آن‌ها در اثر بروز پیدا می‌کند که اگر همان شعر و نت توسط مردان یا زنان دگرجنس‌‌‌گرا نوشته و اجرا شود؛ آن کیفیت را نخواهد داشت. چنین دیدگاهی از نگرش‌های افراطی فمینیستی آن‌ها نشات می‌گرفت. 
در نهایت موسیقی لزبین‌ها به شکستن انزوا و شکل گیری هویت جمعی آن‌ها کمک کرد. خانواده‌ها و دوستان لزبین‌ها در مواجهه با این آثار امکان فرایند آگاهسازی تدریجی (coming-out) را پیدا می‌کردند.

## جشنواره‌های موسیقی زنان
اولین فستیوال موسیقی زنان در ۱۹۷۳ در دانشگاه ایالتی ساکرامنتو برگزار شد. در می ۱۹۷۴، فستیوال ملی موسیقی زنان توسط کریستین لمس در شیکاگو راه اندازی شد. فستیوال موسیقی زنان میشیگان (۱۹۷۶) بزرگترین رویداد از این دست در ایالات متحده بود که پس از چهل دوره در ۲۰۱۵ تعطیل شد. فستیوال‌های دیگری مانند  فستیوال لزبین‌های اوهایو(از ۱۹۸۸ تاکنون) نیز شکل گرفتند.
این فستیوال‌ها—علاوه بر موسیقی—با برگزاری کارگاه‌های آموزشی (مانند سلامت زنان، توانمندسازی، و حقوق رنگین پوستان) و ایجاد فضای امن برای بیان عواطف همجنسگرایانه، به تقویت هویت جمعی لزبین‌ها کمک کردند

### Citations
1. 1 2  Lont 1992, p. 242.
2. ↑  Peraino 2001, p. 693.
3. ↑  Mosbacher 2002.
4. ↑  Hayes 2010.
5. 1 2 3 4  Morris, Bonnie J. (December 2001). "'Anyone Can Be a Lesbian': The Women's Music Audience and Lesbian Politics". Journal of Lesbian Studies. 5 (4): 91–120. doi:10.1300/J155v05n04_04.
6. ↑  Stos, Will (2012). "Bouffants, Beehives, and Breaking Gender Norms: Rethinking 'Girl Group' Music of the 1950s and 1960s". Journal of Popular Music Studies. 24 (2): 117–154. doi:10.1111/j.1533-1598.2012.01322.x.
7. ↑  (Lont 1992، ص. 243); (Mosbacher 2002)
8. ↑  McCarthy, Kate (2006). "Not Pretty Girls? Sexuality, Spirituality, and Gender Construction in Women's Rock Music". The Journal of Popular Culture. 39 (1): 69–94. doi:10.1111/j.1540-5931.2006.00204.x.
9. ↑  Lont 1992, p. 243.
10. ↑  Lont 1992, p. 244.
11. ↑  Dougher, Sarah (Fall 2010). "Sex and Laughter in Women's Music, 1970-77". Current Musicology. No. 90. pp. 35–56, 125. ProQuest 918124143.
12. ↑  (Lont 1992); (Mosbacher 2002)
13. ↑  Sterneck, Wolfgang (1998). "Das Zeichen Der Frau: Frauen und Lesbenmusik" [The Sign of the Woman: Women's and Lesbian Music]. 'Der' Kampf um die Träume: Musik, Gesellschaft und Veränderung [The Struggle for Dreams: Music, Society and Change] (به آلمانی). Hanau, Germany: KomistA. ISBN 978-3-928988-03-2.
14. ↑  McCarthy, Kate (2006). "Not Pretty Girls?: Sexuality, Spirituality, and Gender Construction in Women's Rock Music". The Journal of Popular Music. 39 (1): 80.
15. ↑  Morris, Bonnie J (Spring 2023). "Archiving a Movement: Preserving the Sounds of Women's Music Festivals". ARSC Journal. 54 (1): 105–122. ProQuest 2867375212.
16. ↑  Huttel, Richard (26 March 1974). "UI grad student organizing national women's folk festival". Features. The Daily Illini. pp. 19, 21. Retrieved 8 May 2018.
17. ↑  Morris 1999, p. 28.
18. ↑  Trudy Ring (2015-04-21). "This Year's Michigan Womyn's Music Festival Will Be the Last". The Advocate. Retrieved 2015-06-13.
19. ↑  Demello, Edwiges. "History - Camp Tawonga". Camp Tawonga. Retrieved May 9, 2024.
20. ↑  Staggenborg, Suzanne; Eder, Donna; Sudderth, Lori (1993). "Women's Culture and Social Change: Evidence from the National Women's Music Festival". Berkeley Journal of Sociology. 38: 31–56. JSTOR 41035465.
21. ↑  Bennett, Andy; Peterson, Richard A. (2004). Music Scenes: Local, Translocal and Virtual (به انگلیسی). Vanderbilt University Press. ISBN 978-0-8265-1451-6.